# Lopend Vuur
Lopend Vuur is een praatprogramma op de Nederlandse televisie dat tussen 1989 en 1991 rechtstreeks werd uitgezonden door de Nederlandse Omroep Stichting (NOS). Het was een wekelijks praatprogramma met wisselende studiogasten en korte reportages over actuele ontwikkelingen bij radio en televisie, kranten en tijdschriften, boeken en films. Het werd aanvankelijk gepresenteerd door Philip Freriks en Leoni Jansen, een seizoen later alleen door Freriks.

## Achtergrond
De leiding van de NOS wilde, na het aannemen van de in 1988 in werking getreden Mediawet, de status van deze publieke zendgemachtigde profileren door nadrukkelijk nieuws- en actualiteitenrubrieken te programmeren, zoals NOS-Laat, TV3 en Buitenhof. In het licht van de opkomst van de commerciële zenders moest Lopend Vuur zich met name richten op de ontwikkelingen in de media. Het talkshow-format van Lopend Vuur werd – op nogal prozaïsche gronden – mede bepaald doordat het programma niet te veel mocht kosten, en dus werd besloten om het in een leegstaande Hilversumse studio te maken. De uitzending moest rechtstreeks zijn, want dan werd er geen btw berekend. De studiogasten kwamen maar al te graag en hoefden niet gehonoreerd te worden -dus die kregen ter compensatie een reiskostenvergoeding, of werden gehaald en gebracht per taxi. Het decor bestond slechts uit enkele strakke lichtbundels in een donkere ruimte. De maat van de tafel kon worden aangepast aan het aantal gasten.
Het programma werd snel een groot succes, door de inbreng van de inventieve en jonge redactie, die aanvankelijk vooral op het punt van kwaliteit in onderlinge competitie uitblonk. Redacteur Cornald Maas coachte de zangeres/presentator Leoni Jansen daartoe in interview-techniek. Echter, na het eerste seizoen bleken de onderlinge competitie, de schurende chemie tussen allen, en de grote ambities van de redacteuren het programma te ontstijgen, constateerde men vrolijk dat Lopend Vuur "wegens succes was geïmplodeerd" en vertrokken de redactieleden massaal naar elders in omroepland.
Of, zoals Philip Freriks er in 2013 in de VARA-gids op terugkeek:
"‘Je moet je Lopend Vuur voorstellen als een mediaprogramma dat heel breed was, ook met boeken, film, enzovoorts. Ik werd gevraagd voor de presentatie, samen met Leoni Jansen. Cornald Maas zat in de redactie. De eindredacteur was Theo Uittenbogaard, een heel creatieve VPRO’er. Die zocht altijd naar een andere invalshoek, of, zoals hij zei: een kwartslag gedraaid. Al tijdens de voorbereiding bleek dat er een hoop verschillende ideeën bestonden over hoe het moest. Het was een kakofonie van gedoe, van confrontaties. Wij waren allemaal jong en ontzettend ambitieus. Na een jaar gingen Theo en Leoni weg. Ik presenteerde voortaan alleen – conform mijn ambitie – maar het is niet meer geworden wat het was. Het bijzondere was verdwenen.
Als ik nu erover nadenk, dan zeg ik: wat hebben we onszelf voor de voeten gelopen, en dat programma naar de filistijnen geholpen. Ik heb er veel van geleerd. Dat je soms een stapje terug moet doen, bijvoorbeeld. En dat je meer in teamverband moet werken, in plaats van vinden dat je gelijk hebt. Iedereen had gelijk. Dat gaat niet. Volgens mij hebben we allemaal het gevoel dat we daar toen onvolwassen mee zijn omgegaan. Of ik een haantje was? Misschien wel. Misschien nog steeds wel. Maar ik was niet de enige, hoor. Lopend Vuur was een kippenhok met veel hanen."